# Los Reyes Acaquilpan
Los Reyes Acaquilpan (más comúnmente conocido como Los Reyes) es una ciudad mexicana ubicada del oriente del Estado de México, es cabecera municipal del municipio de La Paz. Es una localidad adyacente a la Ciudad de México; para fines prácticos se le considera parte de esta última. El área fue parte de una región llamada Atlicpac, una palabra náhuatl que se interpreta como arriba o a un lado del agua.

## Contexto geográfico
Se encuentra a 2.210 m de altitud y se localiza en la vertiente noreste de la Sierra de Santa Catarina y al sureste del lago de Texcoco.
Orografía:
Cuenta con dos zonas geográficas bien definidas: 
1. Una amplia llanura que ocupa el vaso de Texcoco y algunas formaciones montañosas representadas por los cerros del pino y el chimalhuache; así como un volcán apagado denominado la caldera el cual se encuentra a 2 800 metros de altura sobre el nivel del mar. 
2. Una zona geográfica accidentada con pendientes mayores de 30° y ocupa aproximadamente 624 hectáreas. Su clima es templado, con pequeña oscilación térmica y precipitaciones en verano y principios de otoño.Cuenta con una zona arqueológica muy cerca de la cabecera municipal en la colonia Ampliación Los Reyes, el cual está situado en el oriente del Estado de México y al occidente de la Ciudad de México, con el que limita. [cita requerida]
En el sitio se pueden observar restos de cuartos con Tlecuiles, lo que denota su carácter habitacional; en ellos vivían los personajes principales del sitio, en los alrededores también se han encontrado cerámicas de la fase Coyotlatelco (600 a 800 d. C.).[cita requerida]

## Economía local
Los habitantes basan su economía en la agricultura, la ganadería y la avicultura, el principal producto es el maíz, esto es hasta mediados de la década de 1970. La economía se ha diversificado predomina el comercio y la industria, su economía esta inserta en la de la zona metropolitana de la Ciudad de México.
En cuanto a artesanía se refiere aún se encuentran familias dedicadas a la elaboración del fuste. De acuerdo al INEGI tiene un grado de marginación bajo, ocupando el lugar 103,969. Se ha convertido en una zona de migración temporal de cientos de migrantes de diferentes estados de la república: Oaxaca, Chiapas, Puebla, Veracruz y Michoacán, que han convertido al municipio en zona de tránsito y vivienda por su posición geográfica muy cercana a la Ciudad de México, en los últimos años han ido abandonando el municipio algunas empresas, con la instalación de algunas plazas comerciales se espera que la economía levante. 

## Comunicaciones
Los Reyes Acaquilpan goza de una posición privilegiada por su posición en el límite de las 2 mayores economías del país, la Ciudad y el Estado de México. 
La ciudad esta conectado directamente a la Ciudad de México por medio de las estaciones Santa Marta, Los Reyes y La Paz de la Línea A del STC Metro.
Además de las carretera federal México-Puebla, la autopista México-Puebla, la Calzada Ignacio Zaragoza, y el Eje 8 Sur (Calzada Ermita-Iztapalapa) tienen su inició y término dependiendo el caso en este municipio. 
Además, en la ciudad se encuentra un centro ferrocarrilero, del cual parten los ramales que se dirigen a las ciudades de Cuautla en el estado de Morelos, y a San Lorenzo, en el Estado de Hidalgo. En un futuro se ha jugado con la posibilidad de que la ciudad tenga una estación de las lineas de tren suburbano proyectadas en el Valle de México. 
- Instituto Nacional para el Federalismo y el Desarrollo Municipal, Secretaría de Gobernación (2005). «Enciclopedia de los Municipios de México». Archivado desde el original el 29 de marzo de 2007. Consultado el 2009.